# Andrea Giani
Andrea Giani (Napoli, 22 aprile 1970) è un allenatore di pallavolo ed ex pallavolista italiano, allenatore dello ZAKSA e commissario tecnico della nazionale maschile francese.
Considerato tra i più grandi pallavolisti di tutti i tempi oltreché uno dei simboli della generazione di fenomeni, è stato un esempio più unico che raro di giocatore universale: iniziò infatti la carriera schierato come centrale mentre, nella seconda parte, giocò spesso sia nel ruolo di opposto sia in quello di schiacciatore-laterale con eccellenti risultati.

## Dal canottaggio alla pallavolo
Il padre Dario Giani, prima voga dell'otto italiano ai Giochi olimpici di Tokyo 1964 e allenatore dei canottieri delle Forze Armate, portò spesso con sé il figlio durante gli allenamenti, trasmettendogli la passione per questo sport in cui ottenne 79 vittorie su 80 gare disputate.
I primi approcci con la pallavolo avvennero nella palestra della scuola media di Sabaudia: furono Claudio Di Coste e Saverio Baio, allenatore e palleggiatore del Sabaudia Pallavolo a entusiasmare il giovane e indirizzarlo verso quello sport. Dal minivolley passò in Serie D e, all'età di 14 anni, esordì in Serie A2.

## Carriera

### Giocatore

#### Club

Giani al Parma nel 1991

Nel 1985, richiesto dal Parma, Giani si trasferì nella città ducale, dove cominciò la sua importante carriera di professionista. Finito ormai il ciclo della Santal, la società optò per un ringiovanimento di tutto il settore; quindicenne, a Parma Giani conobbe altri futuri campioni, come Andrea Zorzi. Inserito nell'Under-18 sponsorizzata Colser, prese poi parte al campionato di Serie C. Allenato da Gian Paolo Montali, fu presto richiesto dall'allenatore della prima squadra, Aleksander Skiba, che lo aggregò al gruppo. La stagione successiva, 1986-87, vide l'esordio di Montali come allenatore della prima squadra; quello che doveva essere un anno interlocutorio culminò con la vittoria della Coppa Italia e il primo posto in regular season. Nella finale play-off il giovane team parmense fu sconfitto dalla Panini di Velasco, Bernardi e Cantagalli, in gara-5.
Nella stagione 1987-88 la squadra venne ulteriormente rinnovata: entrati nel gruppo Marco Bracci (laterale) e Claudio Galli (centrale), sulle maglie biancoazzurre fece la sua comparsa il marchio Maxicono. Il 21 febbraio 1988 Giani ottenne il suo primo successo internazionale, con la Coppa delle Coppe vinta a Bologna. In campionato, la squadra ducale fu nuovamente sconfitta da Modena. Negli anni successivi vinse a livello nazionale tre scudetti (1989-90, 1991-92 e 1992-93), oltre a due Coppe Italia mentre, a livello internazionale, conquistò due Coppa CEV / Challenge Cup, due volte la Coppa delle Coppe / Coppa CEV, due Supercoppa europea e un Campionato mondiale per club FIVB.
Rimase a Parma fino al 1996, quando la squadra rinunciò al titolo di Serie A1; si trasferì quindi a Modena, vincendo subito con la Daytona lo scudetto 1996-97, la Coppa Italia e la Coppa dei Campioni. La stagione successiva bissò il successo nella massima manifestazione continentale e fino al 2007, anno del suo ritiro, aggiunse in bacheca un altro scudetto, due coppe Italia, una supercoppa italiana e una Challenge Cup.

#### Nazionale
In nazionale Giani vinse tre titoli mondiali consecutivi (1990 e 1994 con allenatore Velasco, 1998 con allenatore Bebeto), quattro campionati europei (nel 1993, 1995, 1999 e 2003) e ben sette World League. Il suo record di presenze in maglia azzurra (474) è stato anche il record assoluto di partite con la nazionale italiana nei principali sport di squadra, prima di essere superato dalla collega Eleonora Lo Bianco. Alle Olimpiadi non è mai riuscito a conquistare l'oro, aggiudicandosi due argenti (nel 1996 e nel 2004) e un bronzo (nel 2000).
Oltre al già citato primato di presenze in azzurro, è con Andrea Gardini, Lorenzo Bernardi, Samuele Papi e Andrea Zorzi fra i pallavolisti italiani inclusi nella Volleyball Hall of Fame.

### Allenatore
Tra il 2007-08 e il 2008-09 ha allenato il Modena, vincendo una Challenge Cup e venendo poi esonerato nel dicembre 2008. All'inizio della stagione 2009-10 è stato ingaggiato dalla M. Roma, in Serie A2 con cui il 31 gennaio 2010 vince a Montecatini Terme (Pistoia) la Coppa Italia di categoria battendo in finale la Zinella Bologna per 3-0 davanti a 4 700 spettatori.
Nella stagione 2013-2014 passa ad allenare il BluVolley Verona, militante nel massimo campionato italiano.

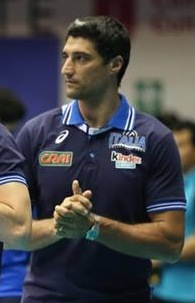
Giani da allenatore, nello staff di Mauro Berruto nella nazionale italiana maschile

Il 16 marzo 2015 firma per la nazionale maschile slovena. In occasione del Campionato europeo maschile di pallavolo 2015 in Bulgaria, supera il girone grazie alla vittoria per 3-0 contro la Bielorussia classificandosi così al terzo posto dietro Belgio e Polonia. Agli ottavi di finale incontra i Paesi Bassi che liquida con un secco 3-0. Ai quarti ritrova i campioni del mondo in carica della Polonia, che contro ogni pronostico supera in 5 set al tie-break per 14-16. Raggiunge così l'Italia, squadra con cui ha vinto numerosi premi e titoli, battendo gli azzurri per 3-1 e conquistando una storica finale europea, la prima nella storia della nazionale slava, persa poi contro la Francia per 3-0.
Il 14 dicembre 2016 Verona perde per 3-0 in casa contro la neopromossa Argos e viene eliminata dalla Coppa Italia. Subito dopo la partita, Giani rassegna le sue dimissioni da allenatore, le quali vengono accettate il giorno seguente.
Il 9 febbraio 2017 viene nominato nuovo allenatore della nazionale maschile tedesca. Il 30 marzo seguente viene presentato alla stampa e ai tifosi quale nuovo allenatore della Powervolley Milano per la stagione 2017-18. Negli europei di pallavolo 2017 in Polonia ritrova ancora come rivale l'Italia, questa volta ai gironi, che la Germania batte in un'accesa sfida terminata al quinto set. Giani riesce poi nell'impresa di portare anche la nazionale tedesca a una storica prima finale europea, questa volta persa per 3-2 contro la Russia.
Dopo un biennio alla Powervolley Milano, il 14 maggio 2019 viene ufficializzato come nuovo allenatore per la stagione 2019-20 del Modena, dopo il ritiro di Julio Velasco, dove fa ritorno ad un decennio dalla prima esperienza in panchina.
Nel 2022 viene confermato il passaggio di Giani dalla nazionale tedesca a quella francese, con la quale conquista subito l'oro alla Volleyball Nations League. Nel 2024 porta la Francia all'oro olimpico durante i giochi di Parigi.
Nella stagione 2024-2025 approda in Polonia sulla panchina dello ZAKSA.

## Palmarès

### Giocatore

#### Club

##### Competizioni nazionali
- Campionato italiano: 5

Parma: 1989-1990, 1991-1992, 1992-1993
Modena: 1996-1997, 2001-2002
- Coppa Italia: 5

Parma: 1986-1987, 1989-1990, 1991-1992
Modena: 1996-1997, 1997-1998
- Supercoppa italiana: 1

Modena: 1997

##### Competizioni internazionali
- Coppa dei Campioni: 2

Modena: 1996-1997, 1997-1998
- Coppa delle Coppe / Coppa CEV:3

Parma: 1987-1988, 1988-1989, 1989-1990
- Coppa CEV / Challenge Cup:3

Parma: 1991-1992, 1994-1995
Modena: 2003-2004
- Supercoppa europea: 2

Parma: 1989, 1990
- Campionato mondiale per club: 1

Parma: 1989

#### Nazionale
- Campionato mondiale di pallavolo : 3

1990, 1994, 1998
- Campionati europei di pallavolo: 4

1993, 1995, 1999, 
2003
- World League di pallavolo: 7

1991, 1992, 1994, 1995, 1997, 1999, 2000
- Coppa del Mondo maschile di pallavolo: 1

1995
- Grand Champions Cup maschile: 1

1993
- World Top Four maschile: 1

1994
- World Super Challenge maschile: 1

1996
- Goodwill Games: 1

1990

### Allenatore

#### Club

##### Competizioni nazionali
- Campionato italiano A2: 1

Roma: 2009-2010
- Coppa Italia di Serie A2: 1

Roma: 2009-2010

##### Competizioni internazionali
- Challenge Cup: 2

Modena: 2007-2008
Verona: 2015-2016
- Coppa CEV: 1

Modena: 2022-23

#### Nazionale
- Giochi del Mediterraneo 2013
- European League 2015

## Riconoscimenti
- Nel 2008 è stato inserito nella Volleyball Hall of Fame
- Nel maggio 2015, una targa a lui dedicata fu inserita nella Walk of Fame dello sport italiano a Roma, riservata agli ex-atleti italiani che si sono distinti in campo internazionale.[14][15]

## Vita privata
Dal matrimonio con Emanuela Zolesi ha avuto due figli: Davide, il primogenito, e Lisa. 
Divorziato, da 2 agosto 2023 ha una nuova moglie: Alessandra Gumina, dalla quale a giugno 2021 ha avuto 2 gemelli: Anna ed Edoardo.